# Laguna El Cisne
La laguna El Cisne, endorreica, está ubicada en el partido de Pila, a 200 km de Buenos Aires por la Autovía RP 2, a 30 km de la ciudad de Castelli y a 260 km de Mar del Plata. 
Tiene una cubeta de 200 ha con una profundidad de 15 dm y una máxima de 3 m, con zanjas. Tiene aguas cristalinas y transparentes. Costas de suave declive, barrosas, con barrancas bajas de tosca y cantidad de juncales, por lo que es necesario encontrar abras para intentar la pesca embarcado. 
Además tiene vegetación de gambarrusa y de cola de zorro sumergidas. Es de propiedad privada. No tiene afluentes ni emisarios. Junta las aguas de lluvia de los campos aledaños. La pesca de costa vadeando es la preferida, llevando un "belly boat" o flotador individual. 
Posee buena población de especies menores como mojarras y morenas, alimento natural de la tararira, y de aves acuáticas. 
No existe ningún tipo de servicios ni sombra sobre la laguna; ni hay agua potable.

## Acceso
Hay 28 km de tierra; intransitables con lluvias, desde la Autovía RP 2 en ciudad de Castelli ("km 182,7" el camino va al oeste) hasta la entrada de la "Estancia El Cisne" y 1,5 km de tierra hasta la propia laguna. Se siguen la señalética que indican la calle al Puente 80.

## Embarcaciones
No hay. Puede llevarse la embarcación, y solo podrá impulsarse a remo. Está prohibido navegar a motor. Tampoco permiten acampar y/o pasar la noche. 
- Observaciones: se permite la entrada con exclusiva reserva. Usar waders y / o calzado para vadear. Se permite el sacrificio de un solo ejemplar de más de 4 dm; cerrar las tranqueras.

## Ejemplares deportivos y flora acuática
Tarariras, bagres y dentudos. Juncales en toda el área y gambarrusa y cola de zorro sumergidas en grandes cantidades.
- Datos: Q5969042